# Parancistrocerus yachowensis
Parancistrocerus yachowensis är en stekelart som beskrevs av Giordani Soika 1986. Parancistrocerus yachowensis ingår i släktet Parancistrocerus och familjen Eumenidae. Utöver nominatformen finns också underarten P. y. konkunensis.